# Lambda Serpentis
Lambda Serpentis (λ Ser, Serpentis) là một ngôi sao trong chòm sao Cự Xà, trong phần đầu của nó (Serpens Caput). Với cấp sao biểu kiến 4,43, bằng mắt thường có thể nhìn thấy nó. Dựa trên các đo đạc thị sai từ vệ tinh Hipparcos, ngôi sao này nằm cách Trái Đất khoảng 39,5 năm ánh sáng (12,1 parsec). Ngôi sao này lớn hơn và to hơn Mặt Trời, mặc dù có phân loại sao tương tự. Sao này đang tỏa sáng với độ sáng gần gấp đôi Mặt Trời và năng lượng này được tỏa ra từ bầu khí quyển bên ngoài của ngôi sao ở nhiệt độ hiệu dụng 5.884 K.
Lambda Serpentis đang tiến về phía hệ Mặt Trời với vận tốc xuyên tâm  66,4 km/s. Trong khoảng 166.000 năm tới, hệ sao này sẽ tới gần nhất với hệ Mặt Trời ở khoảng cách 7,371 ± 0,258 năm ánh sáng (2,260 ± 0,079 parsec), trước khi rời xa hơn trong thời gian sau đó.
Một chu kỳ 1.837 ngày (5,03 năm) đã được Morbey & Griffith (1987) tính toán, nhưng có lẽ nó là ràng buộc với hoạt động của sao. Tuy nhiên, một tổ thuộc Đài thiên văn McDonald đã đặt ra các giới hạn cho sự hiện diện của một hoặc nhiều hành tinh xung quanh Lambda Serpentis, với khối lượng từ 0,16 đến 2 lần khối lượng Sao Mộc và khoảng cách chia tách trung bình nằm trong khoảng từ 0,05 đến 5,2 đơn vị thiên văn.

## Một hành tinh?
Đúng vậy, vào năm 2020, một hành tinh ứng cử viên đã được phát hiện quay quanh Lambda Serpentis (HD 141004). Với khối lượng tối thiểu là 0,043 MJ (13,6 M☉) và chu kỳ quỹ đạo là 15 ngày, đây rất có thể là một Sao Hải Vương nóng. Việc phát hiện ra hành tinh được xác nhận vào năm 2021.
| Thiên thể đồng hành (thứ tự từ ngôi sao ra) | Khối lượng                 | Bán trục lớn (AU) | Chu kỳ quỹ đạo (ngày)  | Độ lệch tâm     | Độ nghiêng | Bán kính |
| ------------------------------------------- | -------------------------- | ----------------- | ---------------------- | --------------- | ---------- | -------- |
| b                                           | ≥ 0.0428+0.0047 −0.0045 MJ | 0.1238± 0.002     | 15.5083+0.0016 −0.0018 | 0.16+0.11 −0.10 | —          | —        |